# Sunrise Period
Der Ausdruck Sunrise Period bzw. Vorrechtphase bezeichnet einen Zeitraum während der Einführung einer neuen Top-Level-Domain oder Second-Level-Domain, in der das Registrieren von Domains ausschließlich Inhabern von eingetragenen Warenzeichen vorbehalten ist. Durch diese Phase der Einführung soll verhindert werden, dass Domains mit eingetragenen Warenzeichen im Namen von Privatpersonen gesichert werden und durch die entsprechenden Unternehmen erst vor Gericht wiedererlangt werden müssen (Cybersquatting). Nach der Sunrise Period steht das Registrieren von Domains jedermann frei.
Zahlreiche Top-Level-Domains wurden mit einer Sunrise Period eingeführt, ebenso ist dies für weitere geplant, so zum Beispiel: .info, .mobi, .pk und .eu.
Die Sunrise Period von .info wurde von der World Intellectual Property Organization durchgeführt.